# Король Ральф
«Король Ральф» (англ. King Ralph)  — американський комедійний фільм 1991 року. Фільм знятий за романом Емліна Вільямса «Headlong». Час дій роману це 1930-ті роки, дії фільму адаптовано до 1990-х років. 

## Синопсис
Нещасний випадок призводить до загибелі всієї британської королівської сім'ї. Ретельні пошуки королівських архіваріусів і генеалогів дозволяють знайти єдину живу людину, яка має хоча б якесь відношення до перерваної династії Віндхемів (Windham) —- американця Ральфа Джонса (Ralph Johnes), піаніста (тапера) з Лас-Вегаса. До нього приставляють особистого секретаря, Седріка Віллінгема (Cedric Charles Willingham), досвідченого державного службовця і істинного англійського джентльмена, перед яким стоїть завдання навчити Ральфа поводитися, як личить справжньому монарху.

## Повний опис фільму
Нещасний випадок призводить до загибелі всієї британської королівської сім'ї. Ретельні пошуки королівських архіваріусів і генеалогів дозволяють знайти єдину живу людину, яка має хоча б якесь відношення до перерваної династії Віндхемів (Windham) —- американця Ральфа Джонса (Ralph Johnes), піаніста (тапера) з Лас-Вегаса. До нього приставляють особистого секретаря, Седріка Віллінгема (Cedric Charles Willingham), досвідченого державного службовця і істинного англійського джентльмена, перед яким стоїть завдання навчити Ральфа поводитися, як личить справжньому монарху.
Ральф спочатку намагається опиратися правилам Букінгемського палацу: ніяких жінок, тільки офіційні прийоми, багато справ, а головне - не можна бути самим собою, як колись в Лас-Вегасі.
Лорд Персіваль Грейвз, який мріє сам зайняти престол, всіляко намагається «переконати» прем'єр-міністра і придворних чинів в тому, що Ральф - нікудишній грубіян і некультурний американець, парвеню, якого треба гнати з королівського трону. Але Ральфу дають «останній шанс». Тоді Грейвз вирішує скомпрометувати Ральфа за допомогою Міранди - дівчини, яку король побачив в стрип-барі, коли втік на кілька годин з Букінгемського палацу і з якою хоче подружитися.
Міранда, отримавши грошову винагороду і шанс допомогти своїй небагатій родині, погоджується підіграти лорду Ґрейвзу. Однак в процесі спілкування між Ральфом і Мірандою зароджується справжня любов. Міранда, не бажаючи заподіяти шкоду Ральфу, відмовляється брати участь в провокації, що готується в майбутньому, повертає гроші, але процес компрометації вже запущений.
Сам Раль — чоловік, не дуже добре освічений і вихований, але порядний, гордий і розумний, цілком віддає собі звіт в тому, що не годиться в королі. Пригадавши деякі розмови і зіставивши деталі, король витягує в одного зі своїх секретарів таємницю: в ході пошуків генеалогів було виявлено ще одного претендента на трон. Він мав практично рівні з Ральфом права на престол, але настійно просив відмовитися від його кандидатури, оскільки не наважувався прийняти на себе таку високу відповідальність. Другим представником згасаючої династії виявляється не хто інший, як Седрік Віллінгем, особистий секретар короля Ральфа, його найближчий помічник і наставник.
«Милістю Божою король Великої Британії і Північної Ірландії, глава Співдружності, захисник віри» Ральф Перший звертається до парламенту з промовою, в якій зрікається престолу. Але перед цим, пред'явивши цілу серію доказів, Ральф переконливо викриває лорда Грейвза в підступах і діях, що ганьблять Велику Британію і Престол. Прямо в Палаті лордів співробітники Скотленд-Ярду заарештовують Грейвз за звинуваченням у втручанні в порядок успадкування престолу на підставі Закону про державну зраду, підписаного в 1702 році королем Вільгельмом Третім (Ральфу, який, за його власним комічним твердженням, «ще півроку тому не знав, де знаходиться Велика Британія», доводиться напружитися і навіть використовувати прийоми мнемотехніки, щоб згадати деталі англійської історії, але особистий секретар добре його підготував, але саме тому прийому запам'ятовуванню королів його навчила Міранда). Також Ральф наводить багато доказів своєї позитивної роботи на благо жителів Британії, а саме: відкриття заводів, створення нових робочих місць, заключення контрактів на виготовлення автомобілів та інше. Після чого Ральф представляє парламенту і народу свого наступника - сера Седріка Чарльза Віллінгема, короля Седріка Першого.
Склавши королівські повноваження, Ральф їде до Міранді і пропонує спробувати все спочатку, на що вона з радістю погоджується.
Проходить кілька років. Заключна сцена фільму показує Ральфа, герцога Ворренского (король Седрік присвоїв йому титул), виконуючого зі своєю музичною групою пісню в студії звукозапису в його власному палаці. Його слухає Міранда, поруч з якою сидить маленький хлопчик - очевидно, їх син, судячи з усього, став новим королем Ральфом Другим, оскільки у короля Седріка не було своїх дітей (в титрах зазначений персонаж «baby Ralph II» - дитя Ральф Другий).

## У ролях
- Джон Гудмен — Ральф Гамптон Гейнсворс Джоунс
- Пітер О'Тул — Сер Седрік Чарльз Віллінгем
- Джон Гарт — Лорд Персіваль Грейвс
- Річард Ґриффітс — Дункан «Фіппсі» Фіпс
- Камілла Кодурі  — Міранда Грін
- Джоелі Річардсон — Принцеса Анна
- Джуліан Ґловер — Король Густав
- Джуді Парфітт — Королева Катерина
- Ед Стобарт — Dysentery, панк з татуюванням на лобі
- Ґедрен Геллер — Дівчина панк (подруга Dysentery)
- Рудольф Вокер — Муламбон, король Замбезі
- Джеймс Вільєрс — Прем'єр-міністр Джеффрі Гейл
- Тім Сілі — король Англії
- Джейсон Річардс[1] - дитя Ральф II.
- Даллас Адамс — відвідувач стриптиз-клубу